# المواد الروبوتية

الريبوسوم هو آلة بيولوجية تستخدم مواد روبوتية نانوية في ديناميت البروتين

المواد الروبوتية، هي مواد مركبة تجمع بين الاستشعار والتشغيل والحساب والتواصل في نمط قابل للتكرار أو غير متبلور. يمكن اعتبار المواد الروبوتية مواد خارقة حسابية من حيث أنها توسع التعريف الأصلي للمادة الخارقة  أنها «مركبات عيانية لها بنية خلوية دورية من صنع الإنسان وثلاثية الأبعاد مصممة لإنتاج توليفة محسنة، غير متوفرة في الطبيعة، من استجابتين أو أكثر لإثارة محددة» من خلال كونها قابلة للبرمجة بالكامل. أي، على عكس المواد الخارقة التقليدية، فإن العلاقة بين الإثارة والاستجابة المحددة يحكمها الاستشعار والتشغيل وبرنامج الكمبيوتر الذي ينفذ المنطق المطلوب.

## التاريخ
فكرة إنشاء المواد التي تتضمن الحساب ارتباطًا وثيقًا بمفهوم مادة قابلة للبرمجة، وهو مصطلح صاغه توفولي ومارجولوس في عام 1991  ، ويصف مصفوفات كثيفة من العناصر الحاسوبية التي يمكن أن تحل العناصر المحدودة المعقدة مثل محاكاة أنظمة المواد، ثم تم تطويره لاحقًا لوصف فئة من المواد تتكون من كتل بناء متطابقة ومتحركة، تُعرف أيضًا باسم ذرات التي يمكن إعادة تشكيلها بالكامل، وبالتالي تسمح للمواد بتغيير خصائصها الفيزيائية بشكل تعسفي.
تتراكم المواد الروبوتية على المفهوم الأصلي للمادة القابلة للبرمجة،  لكنها تركز على الخصائص الهيكلية للبوليمرات المتضمنة دون ادعاء حدوث تغييرات عامة في الخصائص. هنا يشير المصطلح «الروبوتي» إلى التقاء الاستشعار والتشغيل والحساب.

## التطبيقات
تسمح المواد الروبوتية بتفريغ التحميل داخل المادة، وعلى الأخص معالجة الإشارات التي تنشأ أثناء تطبيقات الاستشعار ذات النطاق الترددي العالي أو التحكم في التغذية الراجعة الذي يتطلبه التشغيل الموزع الدقيق. تشمل الأمثلة على مثل هذه التطبيقات التمويه وتغيير الشكل وموازنة الأحمال والجلود الآلية  بالإضافة إلى تزويد الروبوتات بمزيد من الاستقلالية عن طريق تفريغ بعض معالجة الإشارات والتحكم في المادة.

## تحديات البحث
يتراوح البحث في المواد الآلية من مستوى الجهاز والتصنيع إلى الخوارزميات الموزعة التي تزود المواد الآلية بالذكاء. على هذا النحو، فإنه يتقاطع مع مجالات المواد المركبة، وشبكات الاستشعار، والخوارزميات الموزعة، وبسبب حجم الحساب المتضمن، ذكاء السرب. على عكس أي مجال فردي، فإن تصميم الهيكل، وأجهزة الاستشعار، والمشغلات، والبنية التحتية للاتصالات، والخوارزميات الموزعة متشابكة بإحكام. على سبيل المثال، ستؤثر خصائص المادة الهيكلية على كيفية انتشار الإشارات التي يتم استشعارها عبر المادة، وفي أي مسافة يجب تباعد العناصر الحسابية، وما هي معالجة الإشارات التي يجب القيام بها. وبالمثل، ترتبط الخصائص الهيكلية ارتباطًا وثيقًا بالتضمين الفعلي للحوسبة والبنية التحتية للاتصالات. لذلك يتطلب التقاط هذه التأثيرات تعاونًا متعدد التخصصات بين المواد وعلوم الكمبيوتر والروبوتات.